# یواشی
یواشی (به لاتین: Youxi County) یک شهرستان در جمهوری خلق چین است که در سانمینگ واقع شده‌است.

## خصوصیات
یواشی ۳٬۴۲۵ کیلومترمربع مساحت و ۳۵۲٬۰۶۷ نفر جمعیت دارد.